# Paul Lieutier
Paul Lieutier, né le 18 février 1885 à Marseille et mort le 24 janvier 1966 à Gargenville (Seine et Oise, actuellement Yvelines), est un prêtre catholique et historien français.

## Biographie
Ordonné prêtre en 1908, nommé deuxième vicaire de l'église Saint-Gilles de Bourg-la-Reine le 15 juillet 1908 jusqu'au 8 juillet 1911 par Léon Adolphe Amette, archevêque de Paris, Eugène Marie Paul Lieutier habite à cette époque au 56 bis, avenue du Général-Leclerc à Bourg-la-Reine[Information douteuse].
En 1914, Paul Lieutier a le titre de missionnaire diocésain et habite au 19, rue Nitot, puis il est nommé chanoine honoraire en 1928, sous l'épiscopat de Louis-Ernest Dubois. Il devient directeur diocésain de l'Œuvre des vocations ecclésiastique en 1926, puis directeur du centre de documentation sacerdotale en 1948.
En juillet 1934, il participe à la réunion et au déjeuner de printemps des membres de la Revue d'histoire de l'Église de France.
En 1946, la Société d'histoire ecclésiastique de la France refonde ses statuts, l'abbé Lieutier qui est alors directeur de l'Œuvre des vocations porte en sa qualité de membre le no 158 et demeure au palais épiscopal au 30, rue Barbet-de-Jouy à Paris. Il a alors la charge de directeur du recrutement sacerdotal interrompu par la Seconde Guerre mondiale.

## Publications
- Bourg-la-Reine, essai d'histoire locale, 1913.
- Pour travailler à la Moisson, Société auxiliaire de l'Œuvre des catéchismes, 1935, in-12.
- Ce que peuvent faire les jeunes pour le recrutement  sacerdotal, rapport présenté au Ier Congrès national de recrutement sacerdotal, Paris, éditions Bloud et Gay, 1925, 20 p.
- À nos mères, en collaboration avec Pierre Rivière), évêque de Monaco, puis archevêque, Roger Beaussart, P. Huez, Dom Gaspar Lefebvre, prieur de l'abbaye Saint-André de Bruges, préface de Jean Verdier, 1938.
- Recueil, dossiers biographiques Boutillier du Retail. Documentation sur le chanoine Lenert (1860-1939), prêtre du Diocèse de Paris (ordonné en 1885), chanoine titulaire (à partir de 1937, honoraire dès 1923). Curé de Saint-Nicolas-du-Chardonnet (1907-1937), 1939.
- Recueil, dossiers biographiques Boutillier du Retail. Documentation sur Henri Louis Odelin (1846-1939), licencié en droit et docteur en théologie. Chanoine honoraire (1888). Vicaire général de Paris (1892), 1939.
- Notre-Dame du carrefour, pièce en deux tableaux sur les vocations sacerdotales, 2e édition, préface de Paul Lieutier, 1942.
- La profession de catéchiste, Paris, Maison de la Bonne Presse, 1944.
- Le problème des vocations, diocèse de Paris avec Emmanuel Suhard, archevêque cardinal  de Paris, Marc-Armand Lallier, André Leclerc, évêque, Imprimerie Lahure, 1946, 23 p.
- Gustave Ranson, En marche vers l'autel, préface de Paul Lieutier, 1948, 223 p.
- Louis-Marie de Bazelaire et Gabriel-Marie Garrone, Paul Claudel, Henry Bordeaux, François Mauriac, Robert d'Harcourt, « Qu'attendez vous du prêtre ? »,  préface de Paul Lieutier, in: Présences, Paris, Plon, 1949.
- L'Église catholique, contribution, diocèse de Paris, [s.d.].
- Rapport de la journée d'étude de la fonction chrétienne des tout petits, avec le chanoine Albert Pasteau.
- Les grands clercs au service de l'autel, en collaboration avec : Robert Lesage, in-16, 1954, 18 p.
- Casimir Blanadet, Risquer sa vie pour Dieu, préface de Paul Lieutier, secrétariat de l'Action catholique, 1955, 143 p.
- Directeur diocésain de l’Œuvre des vocations, Paris, Centre de documentation sacerdotale, 1956, 36 p.
- Casimir Blanadet, À votre appel Seigneur, témoignages, lettre de Paul Lieutier, 1956.
- Pour la Moisson, par l'abbé A. Vachet, Nihil obstat, P. Lieutier.
- Ordo divini officii… ad usem cleri Parisiensis, 1959.
- Correspondance avec Jacques Loew (1908-1999) , 1 lettre manuscrite, 1 lettre dactylographiée (1958), Fondation Jacques Loew,  dossier : LOEW 7/1909[7].
- Correspondance avec Henry Bordeaux (1870-1963), romancier avocat, lettres : 8792 (8-II-19118) et 8793 (28-VI-1949) Archives départementales de la Savoie.